# 영월 엄씨
영월 엄씨(寧越嚴氏)는 강원특별자치도 영월군을 본관으로 하는 한국의 성씨이다.

## 역사
시조 엄림의(嚴林義)는 당 현종 때 파락사(波樂使)로서 신라에 동래하여 내성군(奈城郡)에 안주하였다고 한다.
고려조에 엄수안(嚴守安)이 부지밀직사사(副知密直司事)에 이르렀고, 엄공근(嚴公瑾)은 판전의시사(判典儀寺事) 보문각제학(寶文閣提學)을 역임하였다.
11세 엄유온(嚴有溫)이 조선의 개국공신으로서 좌군동지총제(左軍同知摠制)를 역임하였고, 그의 증손녀가 성종의 후궁인 귀인 엄씨이다. 
조선시대 문과 급제자 30명을 배출하였다. 16세 엄흔(嚴昕)이 중종 때 홍문관전한(典翰)을 지냈고, 엄흔의 현손인 엄집(嚴緝)은 숙종 때 우참찬(右參贊)에 이르렀다. 엄집의 손자 엄숙(嚴璹)이 영조 때 대사헌(大司憲)에 올랐고, 엄숙의 손자 엄도(嚴燾)는 순조 때 대사간(大司諫)을 역임하였다. 25세 엄석정(嚴錫鼎)은 고종 때 이조판서를 지냈다. 엄진삼(嚴鎭三)의 딸이 고종 후궁 순헌황귀비(純獻皇貴妃)가 되었고, 엄귀비의 아들이 황태자가 된 영친왕(英親王)이다.

## 분파
- 군기공파(軍器公派) - 엄태인
- 복야공파(僕射公派) - 엄덕인
- 문과공파(文科公派) - 엄처인

## 집성촌
- 강원특별자치도 영월군 영월읍 하송리·팔괴리
- 강원특별자치도 영월군 북면 문곡리
- 강원특별자치도 영월군 남면 북상리·조전리
- 함경남도 함주군 지곡면 흥서리
- 경기도 화성시 진안동
- 경기도 광주시 도척면 노곡리
- 전라남도 곡성군 입면 금산리

## 항렬자
- 대동항렬

| 25세   | 26세     | 27세   | 28세     | 29세                 | 30세                       | 31세   | 32세              | 33세   | 34세     | 35세   | 36세     | 37세          | 38세              | 39세   | 40세              | 41세   | 42세     | 43세   | 44세     | 45세   |
| ------ | -------- | ------ | -------- | -------------------- | -------------------------- | ------ | ----------------- | ------ | -------- | ------ | -------- | ------------- | ----------------- | ------ | ----------------- | ------ | -------- | ------ | -------- | ------ |
| 석(錫) | 口영(永) | 주(柱) | 口섭(燮) | 재(在) 익(翼) 기(基) | 口용(鎔) 口호(鎬) 口현(鉉) | 태(泰) | 口상(相) 口식(植) | 희(熙) | 口배(培) | 선(善) | 口수(洙) | 동(東) 병(柄) | 口훈(勳) 口묵(默) | 규(奎) | 口강(鋼) 口현(鉉) | 낙(洛) | 口표(杓) | 환(煥) | 口준(埈) | 일(鎰) |

## 조선 왕실과의 인척 관계
- 성종 후궁 귀인 엄씨
- 고종 후궁 순헌황귀비
- 임영대군(세종의 사남) 자부 혜인 엄씨